# Sigoyer (Alpy Wysokie)
Sigoyer – miejscowość i gmina we Francji, w regionie Prowansja-Alpy-Lazurowe Wybrzeże, w departamencie Alpy Wysokie.
Według danych na rok 1990 gminę zamieszkiwało 418 osób, a gęstość zaludnienia wynosiła 17 osób/km² (wśród 963 gmin regionu Prowansja-Alpy-W. Lazurowe Sigoyer plasuje się na 510. miejscu pod względem liczby ludności, natomiast pod względem powierzchni na miejscu 417.).